# Mike le poulet sans tête
Mike le poulet sans tête (en anglais : Mike the Headless Chicken), aussi surnommé Miracle Mike, est un coq wyandotte qui aurait vécu 18 mois après que sa tête eut été coupée, le 10 septembre 1945.
Son histoire est parfois considérée comme un canular, et son propriétaire l'a emmené à l'université de l'Utah à Salt Lake City pour démentir la rumeur. Il est encore aujourd'hui impossible de confirmer l'histoire.

## Histoire
Plusieurs versions existent concernant la décapitation de Mike. Ainsi, le lundi 10 septembre 1945, dans une ferme de Fruita dans le Colorado, Clara Olsen aurait décapité un poulet afin de préparer à dîner, cependant l'animal survit et il est retrouvé le lendemain avec le cou sous son aile. Selon une autre version, Lloyd et Clara Olsen, fermiers, abattent le même jour plusieurs poulets pour les vendre au marché. Cependant, l'un d'entre eux reste debout et continue à marcher, même le lendemain.
La rumeur se répand et un journal local parle du poulet sans tête. Lloyd Olsen est alors contacté par Hope Wade, un agent de Salt Lake City, qui lui propose de réaliser une tournée à travers les États-Unis avec son poulet. Parmi les villes visitées, figure Salt Lake City où des scientifiques de l'université de l'Utah auraient soumis Mike à une batterie de tests.
Il faut alors payer 25 cents pour le voir ; il rapporte 4 500 dollars par mois. Il était accompagné d'une tête coupée de coq, mais ce n'était pas la sienne, qui avait été mangée par un chat[réf. nécessaire]. Il fut assuré pour 10 000 dollars. Des articles parurent dans le New York Times[réf. nécessaire] et dans Life.
Mike est nourri au compte-gouttes avec des aliments liquides directement déposés dans son œsophage, tandis qu'un nettoyage avec une seringue est réalisé afin de débarrasser sa trachée de mucus.  
Il meurt en mars 1947, dans un motel de Phoenix. Ses propriétaires auraient oublié la seringue permettant de dégager le mucus de sa gorge sur le lieu de la foire et il meurt étouffé. Cependant, pendant plusieurs années, Lloyd Olsen nie avoir laissé mourir l'animal et affirme l'avoir vendu.

## Hypothèses concernant sa survie
Dans des conditions normales, un poulet décapité ne survit pas plus d'une quinzaine de minutes.
Selon un chercheur de l'université de Newcastle, le fait que la tête ait été coupée à ras aurait permis la conservation de 80 % de son cerveau en masse, permettant ainsi de conserver différentes fonctions vitales comme le battement cardiaque, la respiration et la digestion. 
Lors de la visite de Mike, les scientifiques de l'université de l'Utah auraient émis l'hypothèse selon laquelle le tronc cérébral aurait été conservé ainsi que la carotide. Cependant, cette hypothèse a été invalidée et aucune trace ne demeure de cette affirmation dans les archives de l'université.

## Journée du poulet sans tête
Depuis 1999 et chaque année, la ville de Fruita fête la journée de Mike le poulet sans tête (Mike the Headless Chicken Festival en anglais) au mois de mai,. Une statue a été érigée en sa mémoire dans la même ville.